# بخش اسیسا
اسیسا پارتیدو (به اسپانیایی: Partido de Ezeiza) یک منطقهٔ مسکونی در آرژانتین است که در استان بوئنوس آیرس واقع شده‌است. اسیسا پارتیدو ۲۳۷ کیلومتر مربع مساحت و ۱۶۰٬۲۱۹ نفر جمعیت دارد.